# Brodequin (chaussure)
Pour les articles homonymes, voir Brodequin.

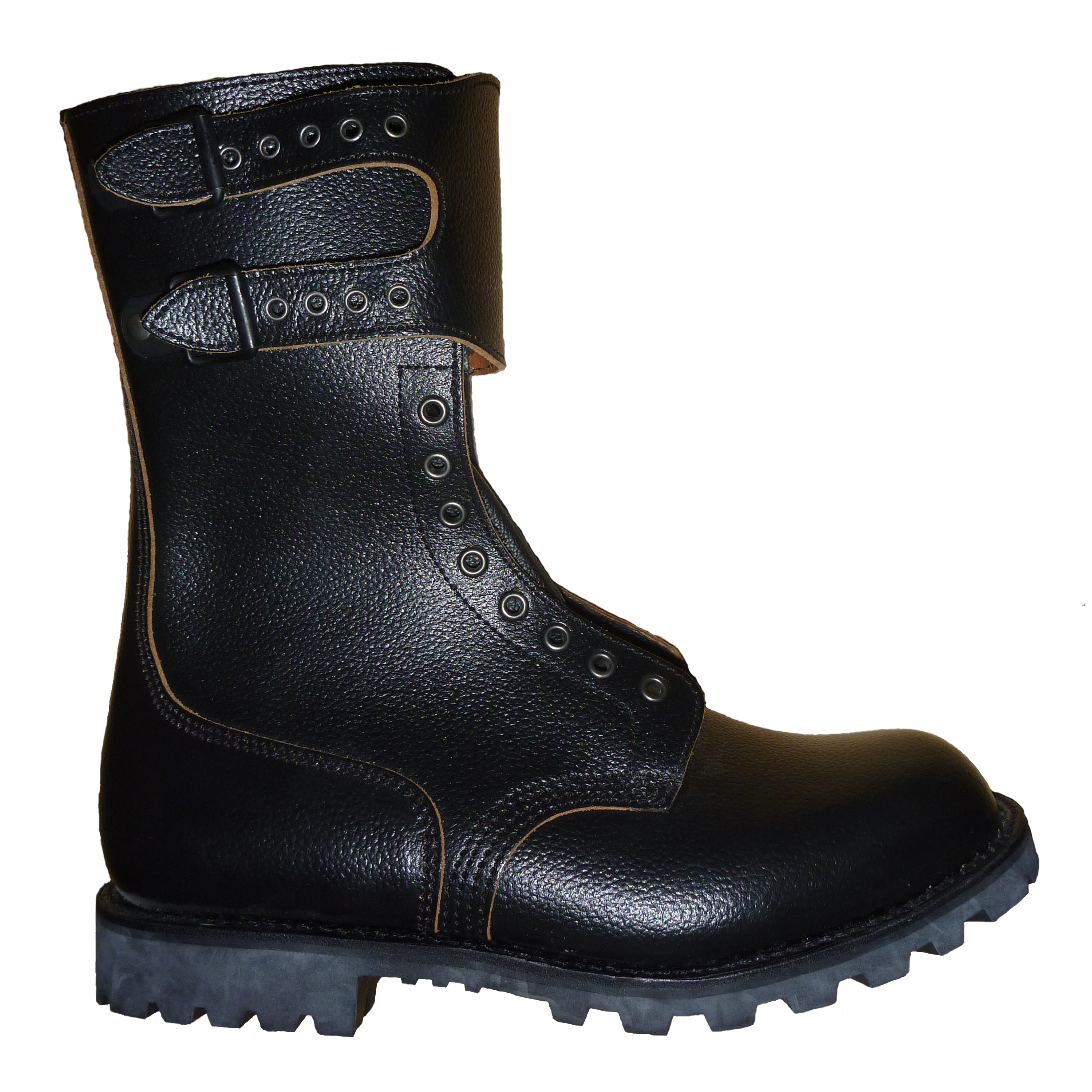
Brodequin militaire (dit brodequin de marche à jambières attenantes).

Le brodequin désigne différents types de chaussures.
Concernant l'antiquité gréco-romaine, il désigne une chaussure couvrant le pied et parfois une partie de la jambe. Ils étaient particulièrement portés par les acteurs de tragédie, sous le nom de cothurne dans la terminologie latine, un brodequin surélevé qui s'opposait au soccus , forme de pantoufle portée par les acteurs de comédie.
Dans le Pays basque, il désigne une chaussure traditionnelle en toile montante. Elle est à l'origine de la Pataugas, qui est un brodequin à semelle en caoutchouc.
Le terme fut utilisé dans l'armée pour distinguer les Pataugas mi-hautes, et par extension, on trouve aujourd'hui sous la dénomination de brodequin tout type de chaussure mi-haute, plutôt dans le domaine des chaussures de travail ou chaussures militaires.